# Koenraad Swart
Koenraad Wolter Swart (Rotterdam,  16 oktober 1916 - Wassenaar, 27 juli 1992) was een Nederlands-Amerikaanse historicus. Swart stond te boek als kenner van de Vroegmoderne tijd; in het bijzonder het leven van Willem van Oranje gold als zijn expertise. 

## Geboorte en scholing
Koen Swart kwam ter wereld in Rotterdam, als zoon van journalist P.C. Swart, werkzaam bij de Nieuwe Rotterdamsche Courant, en J.G. Gratama. Als jongen volgde hij een gymnasiumopleiding in Den Haag. Vervolgens studeerde Swart in Leiden aanvankelijk rechten, om in 1935 over te stappen op geschiedenis. Na zijn afstuderen in 1941 was hij een van de laatste promovendi die door de vermaarde Johan Huizinga werd begeleid. Zijn proefschrift had de verkoop van ambten in vroegmodern Europa als onderwerp.
In 1947-1949, de laatste jaren van zijn promotie-onderzoek, werkte Swart bij het Rijksinstituut voor Oorlogsdocumentatie te Amsterdam. In die hoedanigheid woonde hij de Processen van Neurenberg bij. Aldaar ontmoette hij veel Amerikanen, wat hem na zijn promotie in 1949 naar Amerika deed gaan. 

## Loopbaan
Swart was in de Verenigde Staten achtereenvolgens docent geschiedenis aan de University of Illinois in Urbana, Georgetown University in Washington, Brenau College te Gainesville en Agnes Scott College in Decatur. Swart verkeerde veel in Amerikaanse kringen, terwijl zijn contacten met Nederland verwaterden. Hij verkreeg bovendien het Amerikaans staatsburgerschap. In 1966 vertrok hij echter naar Londen, om de eminente E.H. Kossmann op te volgen als hoogleraar Nederlandse geschiedenis aan het University College te Londen. Dit was enigszins opmerkelijk, omdat Swart tot dan toe voornamelijk over Frankrijk had geschreven. De prominente Pieter Geijl, voorganger van Kossmann als Londense hoogleraar, was dan ook gekant tegen Swarts komst. Swart behield zijn leerstoel evenwel tot zijn emeritaat in 1983. De laatste jaren van zijn leven bracht Koen Swart door in Wassenaar. 
Swarts specialisme als historicus lag op het gebied van de zestiende en zeventiende in de Nederlanden. Enige bekendheid vergaarde Swart in 1975 met een artikel waarin hij de waarde van de Zwarte Legende relativeerde: de negatieve weergave van de Spaanse troepen van Filips II. In de decennia daarna kwam zijn onderzoeksinteresse meer en meer te liggen op de persoon van Willen van Oranje, over wie hij een biografie besloot te schrijven. Dit werk vergde dermate veel van Swarts tijd dat hij het boek niet voltooid had toen hij stierf, waarna de voltooide hoofdstukken in 1994 postuum verschenen onder redactie van Raymond Fagel, Nicolette Mout en Henk van Nierop. Tijdens zijn tijd in Londen had Swart een vormende invloed op een generatie jonge Britse historici die later zeer invloedrijke werken zouden schrijven over de vroegmoderne Nederlanden, onder wie Geoffrey Parker en Jonathan Israel. 

## Publicaties (selectie)
- Swarts proefschrift: Sale of Offices in the Seventeenth Century (Den Haag 1949).
- The Sense of Decadence in Nineteenth-Century France (Den Haag 1964).
- ‘The Black Legend during the Eighty Years' War’ in: Britain and the Netherlands V: Some Political Mythologies,  J. S. Bromley en E. H. Kossmann.(red.) (Den Haag 1975), pagina's 36–57.
- Willem van Oranje en de Nederlandse opstand 1572-1584 (Den Haag 1994).

## Verder lezen
- Mechtild Witlox, 'Interview met Professor K. W. Swart', Spiegel Historiael (februari 1984) 103.
- Simon Groenveld, 'Koenraad Wolter Swart', Jaarboek van de Maatschappij der Nederlandse Letterkunde te Leiden, 1992–1993. Maatschappij der Nederlandse Letterkunde (Leiden 1994) pagina's 133–138.
- Jonathan I. Israel, 'Ten geleide. K.W. Swart: zijn loopbaan als historicus' in: K.W. Swart, Willem van Oranje en de Nederlandse Opstand (Den Haag 1994), pagina's 10-17.

- Bibliothèque nationale de France: cb13527473v (data)
- Biografisch Portaal: 93527767
- CiNii: DA10614031
- Digitale Bibliotheek voor de Nederlandse Letteren: swar014
- International Standard Name Identifier: 0000 0001 1077 0875
- Library of Congress Control Number: n85807856
- Nationale Bibliotheek van Israël: 987007278625505171
- Nederlandse Thesaurus van Auteursnamen: 069255547
- Système universitaire de documentation: 067048242
- Virtual International Authority File: 92687447
- WorldCat: E39PBJjhy6P4b78FWdfcTp9qwC